# Payne-Umlagerung
Die Payne-Umlagerung ist eine Namensreaktion der organischen Chemie. Sie ist die basenkatalysierte, stereospezifische Umlagerung von 2,3-Epoxyalkoholen in isomere Epoxyalkohole. Dabei findet eine intramolekulare nukleophile Substitutionsreaktion als  (SN2)-Reaktion statt.
Von der Reaktion wurde das erste Mal 1931 unter anderem von dem US-amerikanischen Chemiker Elmer Peter Kohler (1865–1938) berichtet. Der Mechanismus wurde dann 1957 von Angyal und Gilham vorgeschlagen. Benannt wurde sie schließlich nach George B. Payne, welcher diese näher erforschte.

## Übersichtsreaktion
Bei dem 2,3-Epoxidalkohol kommt es zur Umlagerung der Epoxidgruppe und es wird der isomere Epoxyalkohol erhalten.
Die Reaktion ist reversibel und das Gleichgewicht liegt auf der Seite des höher substituierten Epoxidisomers.

## Reaktionsmechanismus
Der nachfolgende Mechanismus wird in der Literatur beschrieben:
Durch das Hydroxidion kommt es unter Abspaltung von Wasser zu einer Deprotonierung des 2,3-Epoxidalkohols. Als Zwischenstufe wird das Anion 1 erhalten. Im nächsten Schritt findet eine intramolekulare nukleophile Substitution zweiter Ordnung (SN2) statt. Diese verläuft unter einer Konfigurationsumkehr und es wird das Zwischenprodukt 2 erhalten. Durch die darauffolgende Protonierung wird als Produkt das isomere Epoxyalkohol 3 erhalten.